# Krizsanics
Krizsanics (horvátul: Križanić) egy középkori várhely Horvátországban, Krapina-Zagorje megyében, a Bedekovčinához tartozó Križanče falu határában.

## Fekvése
A vár maradványai Zaboktól északkeletre és Bedekovčinától északnyugatra, egy hosszúkás és keskeny domb legmagasabb pontján találhatók, amely mintegy 76 m-rel magasodik Križanić falu fölé.

## Története
Krizsanics nemzetségi vára 1248-ban „Krisanich” alakban bukkan fel először és egyetlen alkalommal közvetetten IV. Béla király oklevelében, melyben a Pocoy és Prislin birtokok közötti határt írja le.  Nyilvánvalóan a középkori birtokhatáron levő fekvésének emlékét őrzi a hely mai „Ko(n)fin” (latin:confinium = határ) neve. Az első említés dátumát és a tipológiát figyelembe véve feltételezhetjük, hogy építését közvetlenül a tatár inváziót követő időszakban, azaz 1242 és 1248 között kezdték meg, amikor királyi rendeletre a Magyar Királyság egész területén nagy sietséggel a birtokok védelme érdekében nemesi várakat építettek. A tatárjárás idején szerzett tapasztalatok szerint az ilyen erődítménykomplexumok bizonyultak a tatár hordák egyetlen gátjának. Ezt a datálást nemcsak az a tény támasztja alá, hogy ez az időszak, egy új tatár támadásra számítva a Magyar Királyság intenzív erődépítésének időszaka volt, hanem az az anyag is, amelyből az erődítményt épült, egy ilyen erődítmény-komplexumot ugyanis rövid idő alatt kevés ember tudta megépíteni. Tekintettel a vár kis területére, gyenge védelmi képességeire, a gyors építkezés szükségességére, és ami a legfontosabb, jó stratégiai helyzetére, feltételezhetjük, hogy egy kisebb nemesi birtok székhelyeként is szolgált azon a területen, ahol fontos utak vezettek Stájerországból Krapinán át Zágrábig és tovább a tenger felé. Ezek a favárak gyakran tűzvészekben pusztultak el. A tüzet tekintettel a környezettel szembeni kiemelkedő helyzetére okozhatta villámcsapás, lakói hanyagsága vagy ellenséges támadásra, ma nem tudhatjuk. Az biztos, hogy a tűzvész után birtokosának már nem kellett újjáépítenie. Mindezt az alapján feltételezhetjük, hogy ezt az erődítményt a 13. században a dokumentumokban soha többé nem említik. 

## A vár mai állapota
A helyiek a várhelyet Ko(n)finnek nevezik. A dombnak a legteteje, amely keletről a szőlők között vezető ösvényen a legkönnyebben megközelíthető, valójában egy hosszúkás ovális síkság, amelynek közepén egy meredek oldalú, szabálytalan csonkakúp alakú kiemelkedés látható. Ez a kiemelkedés tövénél mintegy 30 m, a tetején pedig mintegy 20 m széles. Bár a közelmúlt mezőgazdasági munkái részben megsemmisítették, megjelenéséből még mindig lehet következtetni egy körülbelül tíz méter magas mesterséges dombra. Mivel nincsenek felületen látható szilárd anyagból, például kőből vagy téglából készült épületmaradványok, feltételezhetjük, hogy az erődöt fából építették, amely a 14. században megszokott építőanyag volt a várépítészetben a Száva és a Dráva közének teljes területén. Noha a vár külső megjelenése a szerény maradványokból nem határozható meg biztosan, a jól megőrzött földhalom alapján arra a következtetésre juthatunk, hogy az erőd a motte típusú nemesi várak tipikus képviselője, mivel ezek Európa és Horvátország az egész területén épültek a középkor folyamán. Az ilyen erődítmények egy fa védőtoronyból álltak, amelyet a halom tetején paliszád, alul pedig egy védőárok vett körül, amely körül töltés volt. Tipológiailag a Krizsanics erőd leginkább a Károlyváros melletti budimi erődhöz hasonlít, mely közvetlenül a Zágráb - Fiume autópálya kulpai viaduktjának déli vége mellett állt. Ez a két erődítmény nemcsak megjelenésében és méretében és helyzetében is szinte azonos.